# Otostigmus schoutedeni
Otostigmus schoutedeni är en mångfotingart som först beskrevs av Dobroruka 1968.  Otostigmus schoutedeni ingår i släktet Otostigmus och familjen Scolopendridae. Inga underarter finns listade i Catalogue of Life.